# 阿姆贡河
阿姆貢河（俄语：Река Амгу́н(ь)，鄂溫克語：Амӈун Бира，涅吉達爾語：Амӈунь）或興衮河（满语：Henggun Bira，烏爾奇語：Хэӈгун，尼夫赫語：Ӿыӈг）是俄羅斯境内位於哈巴羅夫斯克邊疆區的屬於黑龍江的左支流。自發源地往東北方向流進，河道全長723公里，流域面積55,500平方公里，流量488立方米每秒。

## 引用
1. ↑  谭其骧 (编). . 中国地图出版社. 1982-1987.
2. ↑  А·П·穆拉诺夫. . 列宁格勒: 气象出版社. 1966 （俄语）.
3. ↑  . 列宁格勒: 气象出版社 （俄语）.
4. ↑  Т·А·基谢尔科瓦娅. . 列宁格勒: 气象出版社. 1977 （俄语）.
5. ↑  . Verumwiki.   [2024-08-16]. （原始内容存档于2024-01-04） （俄语）.